# Лабраатен, Дан
Дан Лабраатен (швед. Dan Labraaten; 5 сентября 1951, Арвика, Швеция) — шведский хоккеист, нападающий (правый крайний).
Выступал за клуб  "Лександc ИФ" (1969-76, 1982-88). Один из лидеров сборной Швеции в 1970—1980-х годах. Участник шести чемпионатов мира (1974, 1975, 1976, 1979, 1985, 1986 — 56 матчей, 19 голов), Кубка Канады 1976 ( 5 матчей). В 1976—1978 отыграл два сезона в ВХА за «Виннипег Джетс».  чемпионате ВХА - 111 матчей, 42 гола,  в турнирах Кубка АВКО - 24 матча, 8 голов. В 1978—1982 выступал в НХЛ (4 сезона с «Детройт Рэд Уингз» и «Калгари Флэймз»). В чемпионате НХЛ - 268 игр, набрал 144 очка (71 шайба + 73 передачи  +/- -35).В Кубке Стэнли — 8 игр (1+0, +/- -5).Включён в список лучших игроков за всю историю шведского хоккея под номером 93. Является европейским скаутом клуба НХЛ "Нью-Джерси Дэвилз".

## Достижения
- Серебряный призер чемпионата мира и Европы 1986
- Бронзовый призер чемпионата мира 1971, 1976, 1979

- Бронзовый призер чемпионата мира и Европы 1975
- Серебряный призер чемпионата Европы 1976
- Бронзовый призер чемпионата Европы 1974, 1979
- Чемпион Швеции (1973, 1974, 1975).
- Обладатель Кубка АВКО 1978.
- финалист Кубка АВКО 1977
- Лучший бомбардир Шведской элитной серии сезона 1983/84.